# Esta Coisa da Alma
Esta coisa da alma é o terceiro álbum de estúdio do fadista português Camané, publicado no ano 2000.
O álbum teve produção e arranjos musicais de José Mário Branco. O triângulo formado pela voz-viola-guitarra portuguesa escancarou-se para deixar entrar o contrabaixo de Carlos Bica e fazer música com poemas de Fernando Pessoa, Antero de Quental, Júlio Dinis e Manuela de Freitas, bem como textos inéditos de Aldina Duarte, Amélia Muge ou João Monge.
O disco foi reconhecido como um dos melhores álbuns do ano pela crítica especializada, integrando as listas do Público e do Diário de Notícias.
Valeu a Camané a terceira nomeação para o Prémio José Afonso, no entanto seria Jorge Palma o galardoado desse ano.

## Faixas
1. Maria II
2. Quadras
3. Dor repartida
4. Por um acaso
5. Memórias de um chapéu
6. Escadas sem um corrimão
7. Se ao menos houvesse um dia
8. Quem à janela
9. Fado da recaída
10. Balada
11. Canção
12. Não posso
13. Sopra demais o vento
14. A luz de Lisboa (Claridade)